# Эгг (Швиц)
Эгг (нем. Egg) — деревня в Швейцарии, в кантоне Швиц.
Входит в состав округа Айнзидельн. Находится в составе коммуны Айнзидельн. Население составляет 474 человека (на 2000 год).
Эгг является родиной великого алхимика, врача и философа Парацельса. 